# (385) Ilmatar
(385) Ilmatar ist ein Asteroid des äußeren Hauptgürtels, der am 1. März 1894 vom deutschen Astronomen Max Wolf an seiner Privatsternwarte in Heidelberg bei einer Helligkeit von 8 mag entdeckt wurde.
Der Asteroid ist benannt nach Ilmatar, einer Figur aus der finnischen Mythologie, die die Tochter der Luft symbolisiert, die Erde, Himmel, Sonne, Mond und Sterne hervorbrachte. Die Benennung erfolgte durch Adalbert Krueger (1832–1896), den Herausgeber der Astronomischen Nachrichten, der erklärte: „In Bezug auf (330) wünscht der Entdecker, dass ich den Namen vorschlagen solle.“ Dieser Asteroid wurde jedoch später mit der bereits bekannten (298) Baptistina identifiziert. Der Name „Ilmatar“ wurde schließlich 1901 auf (385) übertragen. Krueger hatte mehrere Jahre in Finnland verbracht und kam 1862 nach Helsingfors, daher die Namenswahl. Zuvor war er Assistent von Friedrich Wilhelm August Argelander in Bonn gewesen. 1876 ging er nach Gotha. Er bestimmte eine Reihe von Sternparallaxen und veröffentlichte 1893 einen Katalog von über 2000 roten Sternen.

## Wissenschaftliche Auswertung
Aus Ergebnissen der IRAS Minor Planet Survey (IMPS) wurden 1992 erstmals Angaben zu Durchmesser und Albedo für zahlreiche Asteroiden abgeleitet, darunter auch (385) Ilmatar, für die damals Werte von 91,5 km bzw. 0,21 erhalten wurden. Eine Auswertung von Beobachtungen durch das Projekt NEOWISE im nahen Infrarot führte 2011 zu vorläufigen Werten für den Durchmesser und die Albedo im sichtbaren Bereich von 94,4 km bzw. 0,20. Nach neuen Messungen mit NEOWISE wurden die Werte 2014 auf 85,8 km bzw. 0,24 korrigiert.
Photometrische Messungen des Asteroiden fanden erstmals statt vom 19. Januar bis 1. April 1985 am Gila Observatory in Arizona. Aus der während zehn Nächten aufgezeichneten Lichtkurve wurde eine Rotationsperiode von 62,35 h abgeleitet.
Aus archivierten Daten des Asteroid Terrestrial-impact Last Alert System (ATLAS) aus dem Zeitraum 2015 bis 2018 wurde in einer Untersuchung von 2020 mit der Methode der konvexen Inversion ein dreidimensionales Gestaltmodell des Asteroiden für eine Rotationsachse mit prograder Rotation und einer Periode von 62,54 h berechnet.
Zwischen 2012 und 2018 wurden mit der All-Sky Automated Survey for Supernovae (ASAS-SN) auch photometrische Daten von 20.000 Asteroiden aufgezeichnet. Auf mehr als 5000 davon konnte erfolgreich die Methode der konvexen Inversion angewendet werden, darunter auch (385) Ilmatar, für die in einer Untersuchung von 2021 ein verbessertes dreidimensionales Gestaltmodell für eine Rotationsachse mit prograder Rotation und einer Periode von 62,523 h berechnet wurde. Aus den Daten von ATLAS wurde dann in einer Untersuchung von 2022 mit der Methode der konvexen Inversion eine Rotationsperiode von 62,52 h berechnet.